# San Esteban del Mall
San Esteban de Mall (Sant Esteve del Mall en catalán ribagorzano) es una localidad perteneciente al municipio oscense de Isábena situado a 7 km de la capital, a 1.052 m s. n. m. de altitud.

## Toponimia
San Esteban de Mall deriva de Santistebe de Mall, topónimo compuesto del visigótico Santistebe (San Esteban) y del prerromano Mal (monte, mallo, tozal). 
Francisco Castillón Cortada da noticia de este lugar, al pie del que fuera castillo importante, posteriormente Tozal de la Virgen, en la margen izquierda del río Isábena.

## Demografía
| Gráfica de evolución demográfica de San Esteban de Mall entre 1842 y 1910 |
| |
| Población de derecho según los censos de población del INE Población de hecho según los censos de población del INEEntre el censo de 1857 y el anterior, crece el término del municipio porque incorpora a Cajigar Entre el censo de 1920 y el anterior, este municipio desaparece porque cambia de nombre y aparece como el municipio Cajigar |

## Patrimonio
- Ermita de la Virgen del Tozal
- Iglesia de San Esteban (San Esteban de Mall)
- Casa consistorial (San Esteban de Mall)
- Casas de Estrada